# AMC Amitron
Der AMC Amitron ist ein elektrisch betriebenes Konzeptfahrzeug, das der US-amerikanische Automobilhersteller AMC im Jahre 1967 zusammen mit Gulton Industries in Metuchen (New Jersey) baute.

## Konstruktion
Der Amitron war der Prototyp eines dreisitzigen, keilförmigen Stadtwagens mit einer Gesamtlänge von nur 2159 mm. „The modern looking Amitron was one of the most promising electrics developed in the Sixties.“ (dt.: “Der modern aussehende Amitron war einer der vielversprechendsten Elektrofahrzeuge, die in den 1960er-Jahren entwickelt wurden.”)
Als das Fahrzeug im Dezember 1967 der Öffentlichkeit vorgestellt wurde, stellte Roy D. Chapin jr., Vorstandsvorsitzender von AMC fest, dass der Amitron „viele Probleme, die bis heute den Einsatz von Elektroautos unpraktikabel machten, beseitigen könnte.“ Ein Huckepacksystem zweier 11-kg-Nickel-Cadmium-Akkumulatoren und zweier 34-kg-Lithiumbatterien (mit 331 Wh/kg), die von Gulton Industries entwickelt wurden, sollten dem Wagen eine Reichweite von 240 km bei einer Geschwindigkeit von 80 km/h verschaffen. Dies stellte gegenüber den damaligen Elektrofahrzeugen mit Bleiakkumulatoren einen großen Fortschritt dar, weil diese nur eine begrenzte Reichweite mit jeweils einer Batteriefüllung hatten. Die Batteriekonstrukteure wählten Lithium als Elektrode, weil „es sowohl sehr reaktiv (leicht zu oxidieren) ist als auch ein hohes elektromotorisches Potenzial besitzt.“ Das Gesamtgewicht der Batterien von nur 91 kg war für Elektrofahrzeuge auch gering. Bleiakkumulatoren mit gleicher Kapazität hätten etwa 907 kg gewogen.
„… The established internal combustion engine vehicle manufacturers in the late 1960s did not produce much in the way of electric vehicles. Most could have been easily replicated by any individual, and resembled souped-up golf carts (although the Amitron was in a class by itself—it featured Gulton’s lithium batteries, a solid state controller, 50-mph speed, and a 150-mile range). … (dt.: Die etablierten Hersteller von Verbrennungsmotoren Ende der 1960er-Jahre stellten kaum etwas in Richtung von elektrischen Fahrzeugen her. Viele von diesen wenigen Fahrzeugen hätten einfach von Privatleuten hergestellt werden können und sahen eher weiterentwickelten Golfwägelchen ähnlich (wenn auch der Amitrom eine Klasse für sich selbst war – er hatte die Lithiumbatterien von Gulton, einen Laderegler, erreichte 80 km/h Höchstgeschwindigkeit und 240 km Reichweite). …)“
Die Lithiumbatterien des Wagens waren für das Fahren bei gleichmäßiger Geschwindigkeit ausgelegt. In der Beschleunigungsphase schalteten sich kurzzeitig die Nickel-Cadmium-Batterien ein und brachten den Amitron in 20 s von 0 auf 80 km/h. Ein Rekuperationsbremssystem schaltete die Antriebsmotoren bei Verzögerung automatisch auf Generatorfunktion um, sodass die Batterien wieder aufgeladen wurden; so vergrößerte man die Reichweite auf 240 km. Dies war der erste Einsatz eines Rekuperationsbremssystems in den USA.
Erstmals auf der Straße wurde das Antriebssystem 1968 in einem Rambler American getestet. Zu dieser Zeit arbeitete der stellvertretende Konstruktionschef von American Motors, Richard Teague, gerade an einem Auto namens „Voltswagon“. Die Unterstützer des Amitron waren ihrer Sache sicher und ließen 1977 verlautbaren: „We don't see a major obstacle in the technology. It's just a matter of time. (dt.: Wir sehen keine größeren Hindernisse für diese Technologie. Es ist nur eine Frage der Zeit.)“
Dennoch wurden die Entwicklungsprogramme für einen sauberen Straßenverkehr in den USA eingestellt. Der Amitron kam über das Prototypenstadium nicht hinaus. Seine Entwicklung war typisch für die Versuche, Leistung und Reichweite elektrischer Fahrzeuge zu verbessern. Er besaß eine vollelektronische CPU zur Regelung einer effizienten Energierückgewinnung. Zu seinen Konstruktionsmerkmalen gehörten auch Sitze mit Luftkissen anstatt PU-Schaum-Auflagen. Der Amitron war auf die Minimierung des Leistungsverlustes durch Rollwiderstand, Luftwiderstand und Fahrzeuggewicht ausgelegt.
Die ursprünglichen Pläne von American Motors sahen vor, den Amitron nach fünf Jahren Pendlern und Personen, die in die Stadt zum Einkaufen fahren, anzubieten. Chapin sagte, AMC hätte das Projekt mit seinen Banken und Kreditgebern diskutiert und „they are about as enthusiastic about it (dt.: sie wären in etwa so enthusiastisch wie wir darüber.)“. Der Amitron wurde auch von der Öffentlichkeit gut aufgenommen, aber es kam nie zu einer Serienfertigung. Der hohe Preis für die Batterien hielt AMC einige Jahre lang davon ab, weitere Experimente mit elektrischen Fahrzeugen durchzuführen.
1977 entwickelte AMC ein ähnliches Elektroauto namens Electron.
Die beim Amitron realisierte Idee der Rekuperationsbremse wurde sehr viel später vom japanischen Automobilhersteller Toyota auf dem Markt gebracht, der dann Lizenzen an Ford und Chevrolet für deren in den USA gebaute Hybridfahrzeuge vergab.